# Тампет Мокаф
Спортивний клуб Тампет Мокаф або просто «Тампет Мокаф» (фр. Association Sportive Tempête Mocaf) — професіональний центральноафриканський футбольний клуб з міста Бангі, який виступає в Лізі ЦАР (вищому дивізіоні національного чемпіонату).

## Історія
«Тампет Мокаф» — один з найтитулованіших клубів країни, заснований 1940 року в місті Бангі. 11-развий переможець національного чемпіонату та 6-разовий володар кубку ЦАР.
На міжнародному рівні 14 разів брав участь у континентальних турнірах під егідою КАФ, де найкращого результату команда досягла в Кубку володарів кубків КАФ 1975, в якому «Тампет Мокаф» дійшов до 1/4 фіналу.

## Досягнення
- Ліга Центральної Африканської Республіки
  -  Чемпіон (12): 1976, 1984, 1990, 1993, 1994, 1996, 1997, 1999, 2003, 2009, 2013, 2019

- Кубок ЦАР
  -  Володар (6): 1974, 1982, 1985, 1992, 2003, 2011

## Статистика виступів у континентальних турнірах під егідою КАФ
| Сезон   | Турнір                       | Раунд      | Клуб                    | Вдома   | На виїздів | Загалом |
| ------- | ---------------------------- | ---------- | ----------------------- | ------- | ---------- | ------- |
| 1975    | Кубок володарів кубків КАФ   | 1          | «Постель Спорт»         | 3-1     | 0-1        | 3-2     |
| 1975    | Кубок володарів кубків КАФ   | 1/4 фіналу | «Жанна Д'Арк»           | 1-3     | 1-1        | 2-4     |
| 1977    | Кубок африканських чемпіонів | 1          | «Гагноа»                | т.п.1   | т.п.1      | т.п.1   |
| 1985    | Кубок африканських чемпіонів | Попередній | «Петру Атлетіку»        | 1-1     | 1-4        | 2-5     |
| 1986    | Кубок володарів кубків КАФ   | Попередній | «Аль-Меррейх»           | 1-0     | 1-1        | 2-1     |
| 1986    | Кубок володарів кубків КАФ   | 1          | «Ісмайлі»               | 2-0     | 0-3        | 2-3     |
| 1991    | Кубок африканських чемпіонів | Попередній | «Петру Атлетіку»        | 2-4     | 0-4        | 2-8     |
| 1993    | Кубок володарів кубків КАФ   | Попередній | «Петру Атлетіку»        | 1-2     | 1-1        | 2-3     |
| 1994    | Кубок африканських чемпіонів | Попередній | «Постель 2000»          | 2-0     | 1-0        | 3-0     |
| 1994    | Кубок африканських чемпіонів | 1          | «Калум Стар»            | 3-0     | 0-1        | 3-1     |
| 1994    | Кубок африканських чемпіонів | 2          | «Оран»                  | 0-3     | 4-7        | 4-10    |
| 1997    | Ліга чемпіонів КАФ           | Попередній | «АсКотонЧад»            | дискв.2 | дискв.2    | дискв.2 |
| 1998    | Ліга чемпіонів КАФ           | Попередній | «Турбільйон»            | дискв.2 | дискв.2    | дискв.2 |
| 2004    | Ліга чемпіонів КАФ           | Попередній | «Асанте Котоко»         | т.п.1   | т.п.1      | т.п.1   |
| 2010    | Ліга чемпіонів КАФ           | Попередній | «Аль-Іттіхад» (Триполі) | 1-2     | 0-6        | 1-8     |
| 2012    | Кубок конфедерації КАФ       | Попередній | «АС Леопардс»           | 2-2     | 0-2        | 2-4     |
| 2019/20 | Ліга чемпіонів КАФ           | Попередній | «Ан-Наср» (Бенгазі)     | 1-0     | 1-3        | 2--3    |

1- «Тампет Мокаф» залишив турнір.

2- «Тампет Мокаф» дискваліфікований за несплату реєстраційного внеску в турнір.